# Bebryce philippii
Bebryce philippii är en korallart som beskrevs av Studer 1889. Bebryce philippii ingår i släktet Bebryce och familjen Plexauridae. Inga underarter finns listade i Catalogue of Life.